# Zaricicea, Korsun-Șevcenkivskîi
Zaricicea (în ucraineană Заріччя) este localitatea de reședință a comunei Zaricicea din raionul Korsun-Șevcenkivskîi, regiunea Cerkasî, Ucraina.

## Demografie
Componența lingvistică a localității Zaricicea
     Ucraineană (98,99%)
     Alte limbi (0,84%)
Conform recensământului din 2001, majoritatea populației localității Zaricicea era vorbitoare de ucraineană (98,99%), existând în minoritate și vorbitori de alte limbi.